# 신비로
신비로는 온세텔레콤에서 운영하는 인터넷 서비스였다. 인터넷이 활성화 되면서 인터넷 포털 서비스로 변경하였고, 2013년 4월 30일자로 서비스를 종료했다.